# Babylon (Dario Aspesani)
Babylon è un album di Dario Aspesani pubblicato nel 2003. La musica dell'album è etno/avanguardistica, e lo stesso è quasi totalmente realizzato con strumenti etnici provenienti dal sud America, dall'Africa e dal sud est Asiatico. Tutti gli strumenti sono suonati come nei due precedenti album da Dario Aspesani (che è anche autore di tutte le musiche) con il digital multitrack.
Strumenti etnici utilizzati: kora senegalese, jembè, bongo, gujiro cubano, gujiro dominicano, gujiro peruviano, palo de lluvia, corno maori, maracas, shakers ganesi, shakers asiatici, flauti indiani e peruviani, ocarina peruviana, tone block, percussione bitonale guatemalteca, percussione bitonale camerunese, campane cingalesi, clave, musical eggs, campana latina, cembalo, shaker brasiliano, nacchere, tamburo peruviano, shaker dell'ecuador, chitarra monocorda indiana e marimba senegalese.
Strumenti tradizionali utilizzati: chitarra elettrica, basso, armonica a bocca, flauto dolce, chitarra acustica.

## Tracce
1. intro: Incantatori di serpenti
2. Babylon part. I
3. Babylon part. II
4. Babylon part. III
5. Babylon part. IV
6. Babylon part. V
7. Babylon part. VI
8. Babylon part. VII
9. Babylon part. VIII